# Tramway de Rabat-Salé
Le tramway de Rabat-Salé est un système de transport en commun en site propre qui dessert les villes de Salé et Rabat au Maroc. L'ouverture au public des deux premières lignes du réseau s'est faite le 23 mai 2011. Ces lignes font aujourd'hui 27 km et comprennent 43 stations de voyageurs.
Rabat Région Mobilité a actuellement confié la gestion à la société Transdev via sa filiale Transdev Rabat-Salé, professionnel du métier sous contrat.

## Histoire

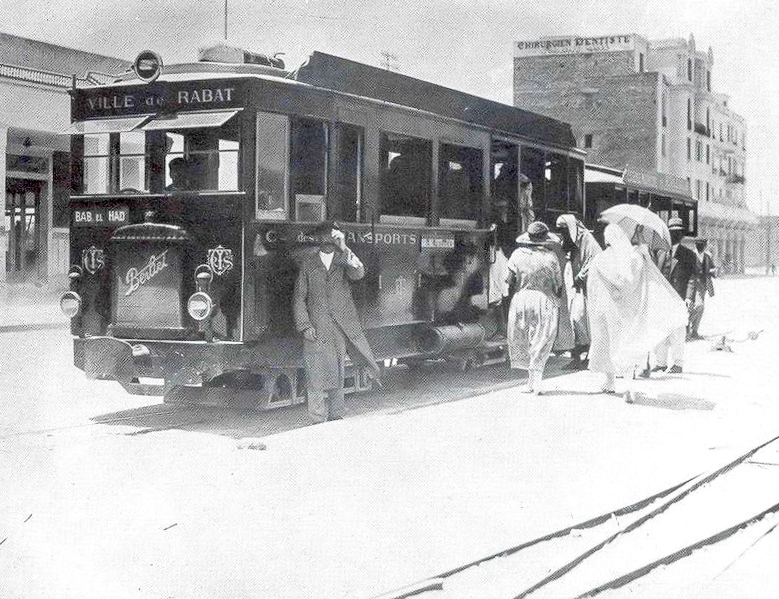
Berliet RFM à Rabat

### L'ancien tramway
Dans la première partie du XXe siècle, au temps du protectorat français au Maroc, il existait déjà un « tramway » inter-urbain, à traction vapeur et essence. Il fut mis en service par la Compagnie des Transports en 1921, avec deux lignes reliant le centre-ville de Rabat aux quartiers rbatis de l'Agdal et de l'Aviation, et cessa complètement au début des années 1930.

### Le nouveau tramway
Le nouveau tramway a permis la concrétisation d'études menées notamment par Transroute (plan de transport de 1976, puis études de 1982 et 2003) sur la faisabilité de lignes de transport en commun en site propre – TCSP – dans l’agglomération de Rabat-Salé, de manière à permettre d'accompagner la croissance démographique de cette agglomération qui est passée, du recensement de 2004 à 2010, de 1,318 million d’habitants à plus de deux millions.
Dans ce cadre, et sur la base des études de conception menées entre 2005 et 2006, un organisme public, l’Agence pour l'aménagement de la vallée du Bouregreg, a été désigné maître d'ouvrage du projet en partenariat avec les communes urbaines de Rabat et de Salé.
Le réseau est initialement conçu pour comprendre quatre lignes nécessitant deux franchissements du Bouregreg.
La première phase comprend deux lignes :
- La ligne 1, dite « ligne structurante de l’agglomération », s’étend de Hay Karima (Salé) au quartier de l’Agdal (Rabat), avec un tracé au centre-ville par l’avenue Al Alaouiyine. Elle relie ainsi les pôles majeurs de l’agglomération : l'avenue Mohammed V à Salé, le quartier des Ministères, les gares ONCF (gare de Rabat-Ville et de Salé), les facultés et bibliothèques entre Bab Rouah et Ibn Zohr, le quartier de l'Agdal et enfin les domaines universitaire de Bab Al Irfane et hospitalier de Souissi.
- La ligne 2 dessert les quartiers denses rabatis de Yacoub Al Mansour et de l'Océan, et les quartiers salétins de Bettana et Al Karia.

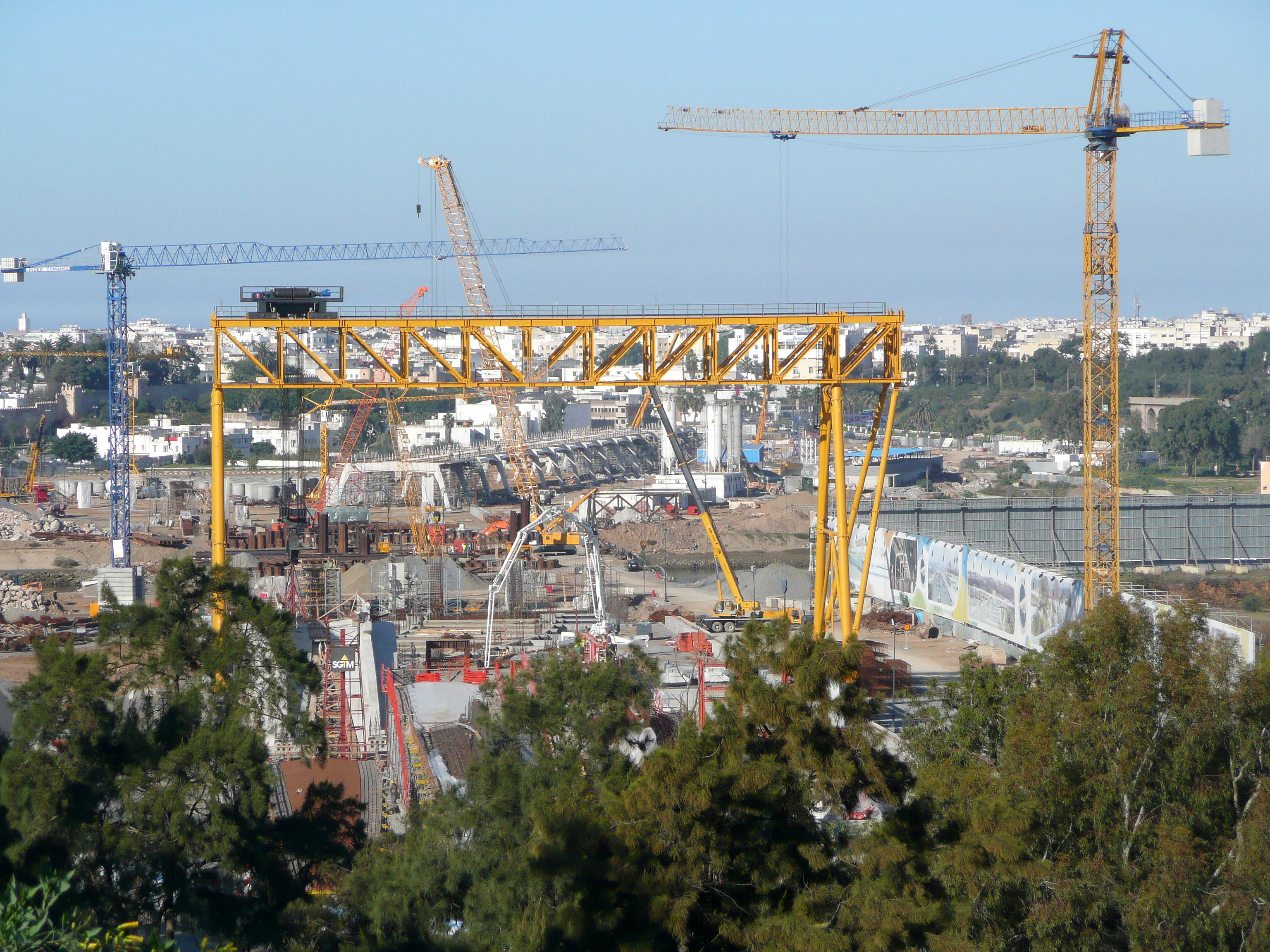
Chantier du tramway sur le Bouregreg (novembre 2009)

Un tronc commun de 3 km comprenant cinq stations, entre les stations Bab Mrissa et Place Joulane, permet notamment le franchissement du Bouregreg sur le nouveau pont Hassan II.
La mise en service des deux premières lignes a entraîné un important transfert modal. À terme, 80 % des voyageurs devraient être d'anciens usagers des bus, de taxis ou des piétons, avec une part significative d'automobilistes ; à ce titre, trois parkings ont été construits près des terminus.
Les travaux du nouveau tramway ont commencé au milieu de l'année 2006 dans le cadre de l'aménagement global de la vallée du Bouregreg et ont été exécutés par GTR et Colas.
Les rames ont une vitesse commerciale de 20 km/h et transportaient en 2019 110 000 voyageurs par jour en semaine, et 70 000 en semaine.
L'inauguration officielle par le roi Mohammed VI a été faite le 18 mai 2011, et la mise en service commerciale le 23 mai 2011.

### Coût et financements
Le tramway appartient à Rabat Région Mobilité (RRM, ex-STRS), filiale de l’Agence pour l’Aménagement de la Vallée du Bouregreg, et dont l'actionnariat comprend également l’État ainsi que les communes urbaines de Rabat et de Salé.
Le coût du projet est estimé à 3,8 milliards de Dirhams, répartis entre RRM pour 690 millions, l'agence pour l'aménagement de la vallée du Bouregreg (AAVB) pour 1250 millions, 1880 millions au titre de la Réserve Pays Émergents (RPE) provenant de la BEI et de l'AFD, ainsi que 90 millions du FIV (Union européenne).
L'exploitation du tramway est déléguée à un opérateur privé, Veolia Transdev, pour environ six ans. Un contrat d’assistance technique de 3 ans a été signé en juillet 2010 avec le Grand Lyon afin d’accompagner la modernisation du secteur des transports au Maroc.

### Extensions en projets

#### Première extension
En juillet 2012, l'ancienne Société du Tramway de Rabat-Salé (aujourd'hui Rabat Région Mobilité) envisage l’extension du réseau vers le quartier de Hay Fath (Rabat), Temara voire Sala Al Jadida (Salé), mais aussi la création de nouvelles lignes desservant Hay Ennahda (Rabat) et Takaddoum (Rabat).=
En janvier 2014, le Conseil d’administration de l'Agence pour l'Aménagement de la Vallée du Bouregreg évoque le projet d’extension du réseau du Tramway Rabat-Salé dans les deux années à venir, pour atteindre des quartiers comme Karia (Salé) et Hay Moulay Ismaïl (Salé), ainsi les quartiers de Yaacoub El Mansour (Rabat).
En Octobre 2014, le PDG de la Société du Tramway de Rabat-Salé Monsieur Lemghari Essakl affirme :
- « Nous prévoyons de lancer un programme d’extension du réseau actuel sur une longueur de 20 km durant la période 2015-2018[16]».

Il indique que le programme d'extension sera réalisé en deux tranches et devra nécessiter un investissement de près de 3,5 milliards de DH.
La première tranche d'extension aura lieu à partir des deux extrémités de ligne numéro 2 du tramway à partir de 2015. Elle permettrait de desservir les quartiers de Yakoub Al Mansour à Rabat et ceux d’Al Karya situés près de la faculté du droit de Salé.
En décembre 2014 le maire de Rabat Fathallah Oualoulou déclare que les travaux d’extension du réseau du tram seront entamés début 2015 pour desservir d’autres quartiers à Rabat (Hay Ryad, Yacoub el Mansour) et à Salé
En Janvier 2015, la directrice de la Société du Tramway de Rabat-Salé annonce une extension portant sur 20 km, pour un budget compris entre 170 et 210 millions de dirhams. Elle concerna à Rabat les quartiers Hay Riad (1re ligne) et Hay Fath (2e ligne) alors qu'à Salé, elle touchera le quartier Sala Al Jadida en passant par Moulay Ismail et Ouled Moussa.
L’entrée en service des nouvelles lignes est normalement prévue en 2018.
En février 2015, le conseil de la ville de Rabat vote à l’unanimité lors de sa session ordinaire mensuelle l’extension de la ligne 2 qui fait la liaison entre Akkari (Rabat) et Bettana (Salé). Cette nouvelle ligne sera ainsi prolongée de 2,3 kilomètres, avec la construction de quatre nouvelles stations. Le terminus qui se situe actuellement au niveau de l’hôpital Moulay Youssef, dans le quartier Akkari, sera prolongé jusqu’à l’intersection des Boulevards Al Kifah et Assalam. On affirme en 2015 que cette extension devrait amener 10 000 passagers de plus par jour.
En décembre 2015, le projet de loi de finances 2016 votée par le parlement marocain prévoit 4 milliards de dirhams d'investissements inscrits pour l’extension du tramway de Rabat. Les extensions, vers l'hôpital Moulay Abdellah à Salé d'une part, et vers Yacoub el Mansour à Rabat d'autre part, sont réalisées et les essais terminés en 2019.
Elles seront finalement mises en service le 16 février 2022. Elle permettra de transporter 40.000 voyageurs supplémentaires chaque jour.

#### Deuxième extension
En avril 2017, la presse rapporte qu'avec un budget de 5,6 milliards de dirhams, les futures extensions du réseau du tramway de Rabat-Salé permettront notamment de raccorder Témara et Sala-Al-Jadida au réseau à l’horizon 2022, et bénéficieront à 560 000 personnes. 45 nouvelles stations de tramway sont prévus par l’Agence d’aménagement de la vallée du Bouregreg.

## Lignes et stations
Les stations, longues de 60 m, sont espacées en moyenne d'environ 500 m et sont accessibles aux personnes handicapées et aux poussettes d'enfants.
Leur aménagement comprend un abri métallique sur chaque quai, inspiré de la forme qu'ont les branches d'un arbre, et comprenant une séparation du trafic de la rue inspirée des moucharabieh traditionnels de l'artisanat marocain.
Les deux lignes permettent de desservir, dans un rayon de 500 m :
- 420 000 emplois
- 54 écoles, 37 collèges et lycées
- 11 établissements d’enseignement supérieur
- Le parlement et plusieurs ministères Schéma des lignes du tramway et de l'ONCF à Rabat-Salé

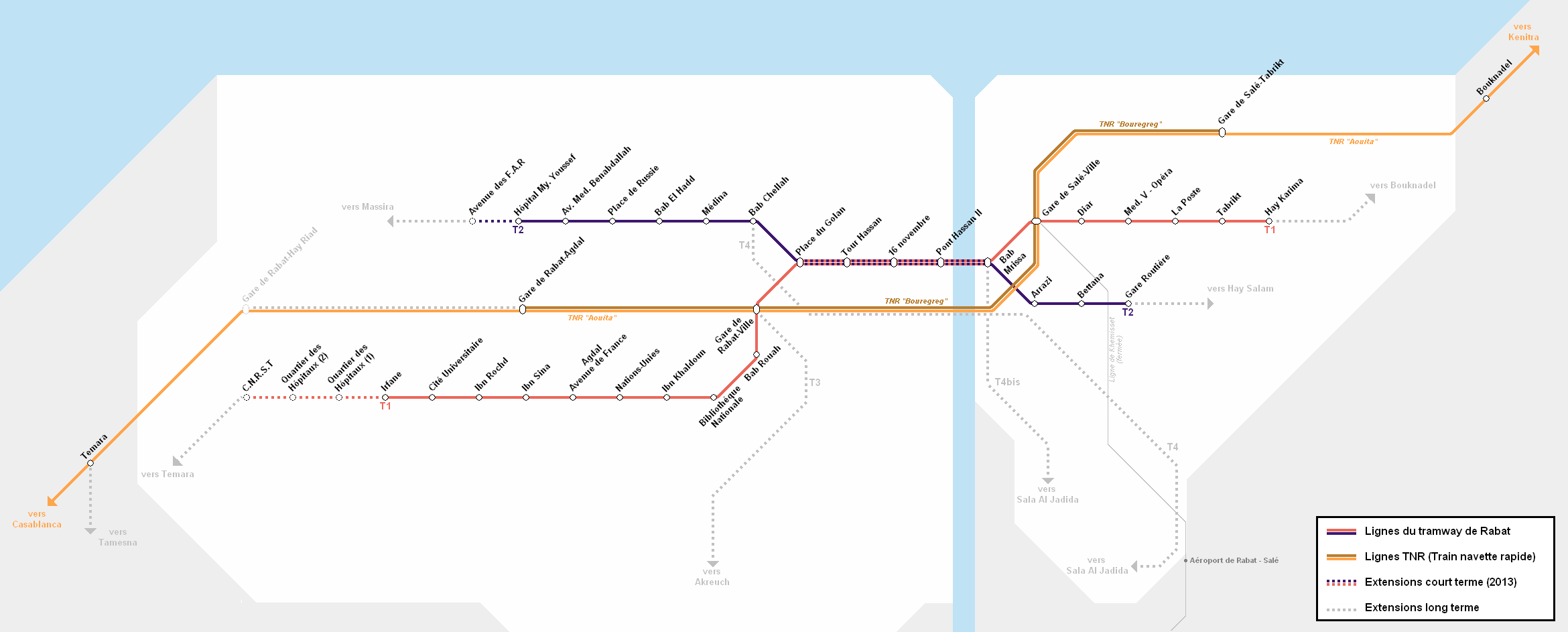
Schéma des lignes du tramway et de l'ONCF à Rabat-Salé

### Fréquentation et statistiques
Au lancement du tramway, les objectifs de fréquentation sont officiellement de 180 000 voyageurs par jour.
En juillet 2012, le tram atteint 80 000 passagers par jour.
En janvier 2015 le tram atteint 120 000 passagers par jour.
28 millions de voyageurs sont transportés par le tramway en 2012.
32 millions de passagers sont transportés par le tramway en 2015.

## Infrastructure

### Principaux ouvrages d'art
Les travaux du tramway ont nécessité la construction d'un important viaduc, le pont Hassan II, dont les trois tabliers sont situés à 14 m au-dessus du niveau de l’eau. L'un d'eux est dédié au tramway, piétons et cyclistes et les deux autres pour les voitures,.

### La voie
Les deux lignes sont à double voie, à écartement normal.
Elles sont implantées en général dans l'axe des voies, qui sont restructurées à cette occasion, et l'emprise est généralement réalisé en enrobé noir ou rouge.

### Équipement électrique
Les 30 rames sont alimentées par une ligne aérienne de contact sous 750 volts continu.
L'énergie provient du réseau haute tension 20kV de Redal, et est répartie par 17 sous-stations.

### Matériel roulant
Le marché des matériels roulants a été remporté par le groupe industriel français Alstom.
Les deux lignes du tramway sont exploitées au moyen de 19 rames doubles Alstom Citadis, de 65 m. de longueur en plus de 6 rames simples (de 32 m) soit 44 rames type 302. Les 6 rames simples circulent d'abord sur la ligne 2 jusqu'au moment du prolongement les 6 rames simple (de 32m) sont mises en UM pour former 3 nouvelles rames doubles en plus des 19 rames doubles. Celle ci ont pour but de renforcer la ligne 1 et la ligne 2. Depuis le prolongement elles circulent en unité multiple sur le réseau.
Elles sont conçues et fabriquées dans les usines et centres de recherche de La Rochelle (France) et de Barcelone (Espagne),. Les deux premières rames du tramway sont arrivées courant mi-mars 2010. Les tests s'effectuent à partir de janvier 2011 sur presque toute la ligne 1 à Rabat et à Salé.
Chaque rame double compte 118 places assises pour une capacité globale d'environ 580 passagers.
En Septembre 2017, la STRS (Société des Transports de Rabat Salé, devenue RRM en 2022) commande 22 nouvelles rames doubles chez Alstom Citadis, de 65m Type 302 qui ainsi élargira le parc à 66 rames soit 30 rames doubles. Les premières rames ont été livrées en Juin 2019 et cela progressivement jusqu'en 2020. Elles permettront un passage de fréquence de la ligne 1 à 8 minutes et de la ligne 2 à 9 minutes en semaine. Elles ont finalement été mis en circulation lors du prolongement de la ligne 2, le 16 Février 2022.
Les nouvelles rames adoptent les mêmes caractéristiques que les premières commandés mais il existe plusieurs différences.

#### Des différences mineures
Les Alstom Citadis 302 se distinguent pour certaines différences légères dans leurs décorations, bien que généralement on retrouve des caractéristiques communes comme le zellige à l'extérieur des rames et à l'intérieur des rames sur le plafond , la couleur des sièges ainsi que des barres de maintien sont différentes. Les rames numérotées de 001 à 022 adoptent une couleur rouge grenat alors que les rames numérotées 023 à 044 incluant donc les rames uniques de 32 mètres adoptent une couleur bleue avec des barres de maintien argentées.
Les nouvelles rames livrées à l'occasion du prolongement de la ligne 2 numérotées de 045 à 066 adoptent les mêmes caractéristiques de décoration des rames 023 à 044 mais avec une couleur bleue -verte.